# Welcome to Hungary! The Tommy Vig Orchestra 2012 Featuring David Murray
A Welcome to Hungary! The Tommy Vig Orchestra 2012 Featuring David Murray egy 2011-es Tommy Vig album.

## Az album dalai
| 1. | Sahara                      | Tommy Vig | 9:44 |
| 2. | Buddy and Solita            | Tommy Vig | 5:04 |
| 3. | Now Is The Time In Hungary! | Tommy Vig | 6:31 |
| 4. | Rise and Shine              | Tommy Vig | 5:11 |
| 5. | In Memory of Dizzy          | Tommy Vig | 9:25 |
| 6. | In Memory of Monk           | Tommy Vig | 2:46 |
| 7. | Only You                    | Tommy Vig | 3:52 |
| 8. | Vig Corn                    | Tommy Vig | 3:21 |

Hangszerelés, zeneszerzés, orkesztra és vezénylés: Tommy Vig

## Közreműködők
- Tommy Vig – Vibrafon, Dobok
- David Murray – Szaxofon
- Istvan Elek – Szaxofon
- Ferenc Schreck – Harsona
- Balazs Cserta – Tárogató
- Rozsa Farkas – Cimbalom
- Bela Szaloky – Harsona
- Akos Tompa – Trombita
- Janos Hamori – Trombita
- Peter Kovacs – Tuba
- Balazs Nagy – Szaxofon
- Arpad Dennert – Szaxofon
- Valerie Malot – Album Cover Fotó

## Külső hivatkozások
- Tommy Vig, Big Band Olimpia Los Angeles május 28, 2011 (Part 1/3), (Part 2/3), (Part 3/3)
- Hivatalos Honlapja
- All About Jazz - Tommy Vig
- Marcela Breton a Jazz Újságírók Szövetsége kinevezte az album egyik legjobb 10, 2011[halott link]
- All About Jazz Album felülvizsgálata Hrayr Attarian
- Midwest Record Album felülvizsgálata Chris Spector Archiválva 2011. augusztus 21-i dátummal a Wayback Machine-ben
- A Jazz Újságírók Szövetsége kinevezte az album bélés megjegyzések, mint az egyik legjobb 2011 Archiválva 2018. október 8-i dátummal a Wayback Machine-ben
- Album Liner Notes